# Jogos Asiáticos em Recinto Coberto de 2005
Os Jogos Asiáticos em Recinto Coberto de 2005 foram a primeira edição do evento multiesportivo realizado na Ásia a cada dois anos. O evento foi realizado em Bangkok, na Tailândia. A cidade foi confirmada sede dos Jogos em 27 de julho de 2004.

## Marketing

### Logotipo
O logotipo dos Jogos de Bangkok é um "A" estilizado na forma tradicional de um telhado tailandês, nas cores vermelha, azul e dourada. Acima desta marca, nove estrelas amarelas representam sentimentos do povo asiático, como espírito esportivo, criatividade, liberdade, solidariedade e tranquilidade. Também faz parte do logotipo o sol vermelho, símbolo do Conselho Olímpico da Ásia.

### Mascote
Hey-Ha foi o nome dado ao mascote dos Jogos de Bangkok. Trata-se de um elefante que aparece praticando as modalidades do evento, transmitindo uma sensação de diversão e relaxamento.

## Esportes
12 modalidades formaram o programa dos Jogos:
| - Atletismo em recinto coberto - Natação em piscina curta - Ciclismo BMX - Ciclismo indoor - Dança esportiva - Escalada | - Esportes radicais - Futsal - Ginástica aeróbica - Muay Thai - Sepaktakraw - Skate |

## Países participantes
45 países participaram do evento:
| - Afeganistão - Arábia Saudita - Bahrein - Bangladesh - Butão - Brunei - Camboja - Cazaquistão - China - Coreia do Norte - Coreia do Sul - Emirados Árabes Unidos - Filipinas - Hong Kong - Iêmen | - Índia - Indonésia - Irão - Iraque - Japão - Jordânia - Kuwait - Laos - Líbano - Macau - Malásia - Moldávia - Mongólia - Myanmar - Nepal | - Omã - Paquistão - Palestina - Catar - Quirguistão - Singapura - Sri Lanka - Síria - Tajiquistão - Tailândia - Taipé Chinesa - Timor-Leste - Turquemenistão - Uzbequistão - Vietname |

## Quadro de medalhas
País sede destacado.
| Ordem | País            | Medalha de ouro | Medalha de prata | Medalha de bronze |     |
| ----- | --------------- | --------------- | ---------------- | ----------------- | --- |
| 1     | China           | 24              | 18               | 15                | 57  |
| 2     | Cazaquistão     | 23              | 15               | 6                 | 44  |
| 3     | Tailândia       | 20              | 21               | 33                | 74  |
| 4     | Hong Kong       | 12              | 9                | 5                 | 26  |
| 5     | Índia           | 7               | 3                | 8                 | 18  |
| 6     | Uzbequistão     | 6               | 7                | 9                 | 22  |
| 7     | Japão           | 6               | 2                | 6                 | 14  |
| 8     | Coreia do Sul   | 5               | 7                | 10                | 22  |
| 9     | Taipé Chinesa   | 5               | 5                | 3                 | 13  |
| 10    | Macau           | 3               | 6                | 5                 | 14  |
| 11    | Irã             | 3               | 5                | 2                 | 10  |
| 12    | Iraque          | 3               | 3                | 6                 | 12  |
| 13    | Catar           | 2               | 2                | 2                 | 6   |
| 14    | Jordânia        | 1               | 1                | 4                 | 6   |
| 15    | Indonésia       | 1               | 1                | 2                 | 4   |
| 16    | Filipinas       | 1               |                  | 2                 | 3   |
| 17    | Malásia         | 1               |                  |                   | 1   |
| 18    | Singapura       |                 | 6                | 4                 | 10  |
| 19    | Laos            |                 | 5                | 2                 | 7   |
| 20    | Kuwait          |                 | 2                | 3                 | 5   |
| 21    | Vietname        |                 | 1                | 1                 | 2   |
| 22    | Paquistão       |                 | 1                |                   | 1   |
| 22    | Síria           |                 | 1                |                   | 1   |
| 24    | Coreia do Norte |                 |                  | 1                 | 1   |
| 24    | Quirguistão     |                 |                  | 1                 | 1   |
| 24    | Omã             |                 |                  | 1                 | 1   |
| TOTAL | TOTAL           | 123             | 121              | 131               | 375 |